# Roberto Manzi
Roberto Manzi (Rimini, 21 marzo 1959) è un ex schermidore italiano, specializzato nella spada. Ha vinto una medaglia di bronzo nella scherma ai Giochi olimpici di Los Angeles 1984.

## Biografia
Comincia a tirare di scherma nel 1971, a dodici anni, sotto la guida del maestro Gustavo Voltolini. Schermidore mancino, ottiene diversi successi nel decennio '76 - '86.
Conquista il bronzo olimpico a Los Angeles '84, nel concorso di spada a squadre, conferendo la stoccata decisiva. Nell'85, si aggiudica la Coppa del Mondo individuale. Alle Universiadi di Kobe in Giappone, vince un argento individuale e un bronzo a squadre. Nell'edizione precedente delle Universiadi, a Edmonton '83 in Canada, aveva già vinto un oro a squadre. In Coppa del Mondo, sono quattro i suoi successi: Poitiers nell'81, Berna nell'82, ancora Poitiers nell'85 e Legnano nell'86. Senza dimenticare un argento nel mondiale a squadre di Barcellona '85 e due bronzi, il primo ai mondiali di Vienna '83 e il secondo a Sofia '86.
A Kobe, è protagonista di un episodio di fair play, quando in una sfida contro un cubano, pur trovandosi avanti 9-8, accetta l'assalto del caraibico senza far correre il cronometro e l'avversario piazza la stoccata del pareggio. L'allora Ministro dello Sport di Cuba, Alberto Juantorena, volle stringergli la mano personalmente.
Dal 2005 al 2008, è vicepresidente della Federazione Italiana Scherma (FIS). Oggi è un brillante avvocato nella sua città, Rimini.

## Palmarès
Giochi olimpici 
Individuale
A squadre
- Bronzo nella spada a Los Angeles 1984

 Mondiali 
Individuale
A squadre
- Argento nella spada a Barcellona 1985
- Bronzo nella spada a Vienna 1983
- Bronzo nella spada a Sofia 1986

 Universiadi 
Individuale
- Argento nella spada a Kōbe 1985

A squadre
- Oro nella spada a Edmonton 1983
- Bronzo nella spada a Kōbe 1985

 Coppa del Mondo 
Classifica individuale
- nella classifica generale della spada 1984-85

Prove individuali
- 1980/1981 -  (Poitiers)
- 1981/1982 -  (Berna)
- 1984/1985 -  (Poitiers)
- 1985/1986 -  (Legnano)